# Шевалье, Казимир

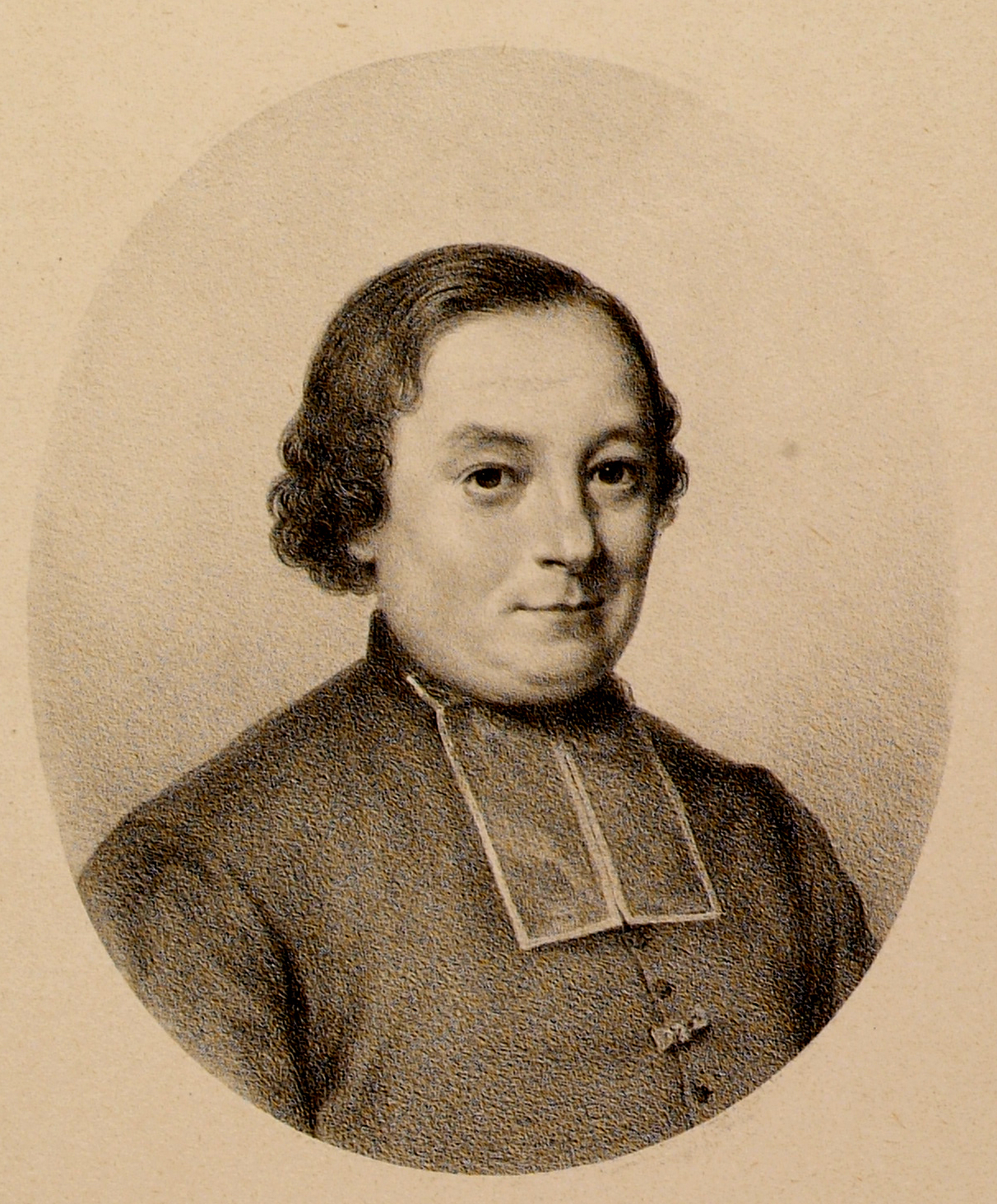

Казими́р Шевалье́ (7 марта 1825, Саже (Эндр и Луара) — 1893) — французский аббат и церковный историк.
Некоторое время руководил колледжем de Loches, затем находился на службе французского правительства в Риме, в должности национального клерка от Франции при папе Льве XIII. Он был учёным-энциклопедистом, занимавшимся церковной историей, археологией, экономикой и геологией, по каждому из направлений оставив целый ряд работ.